# Vegetação da Rússia

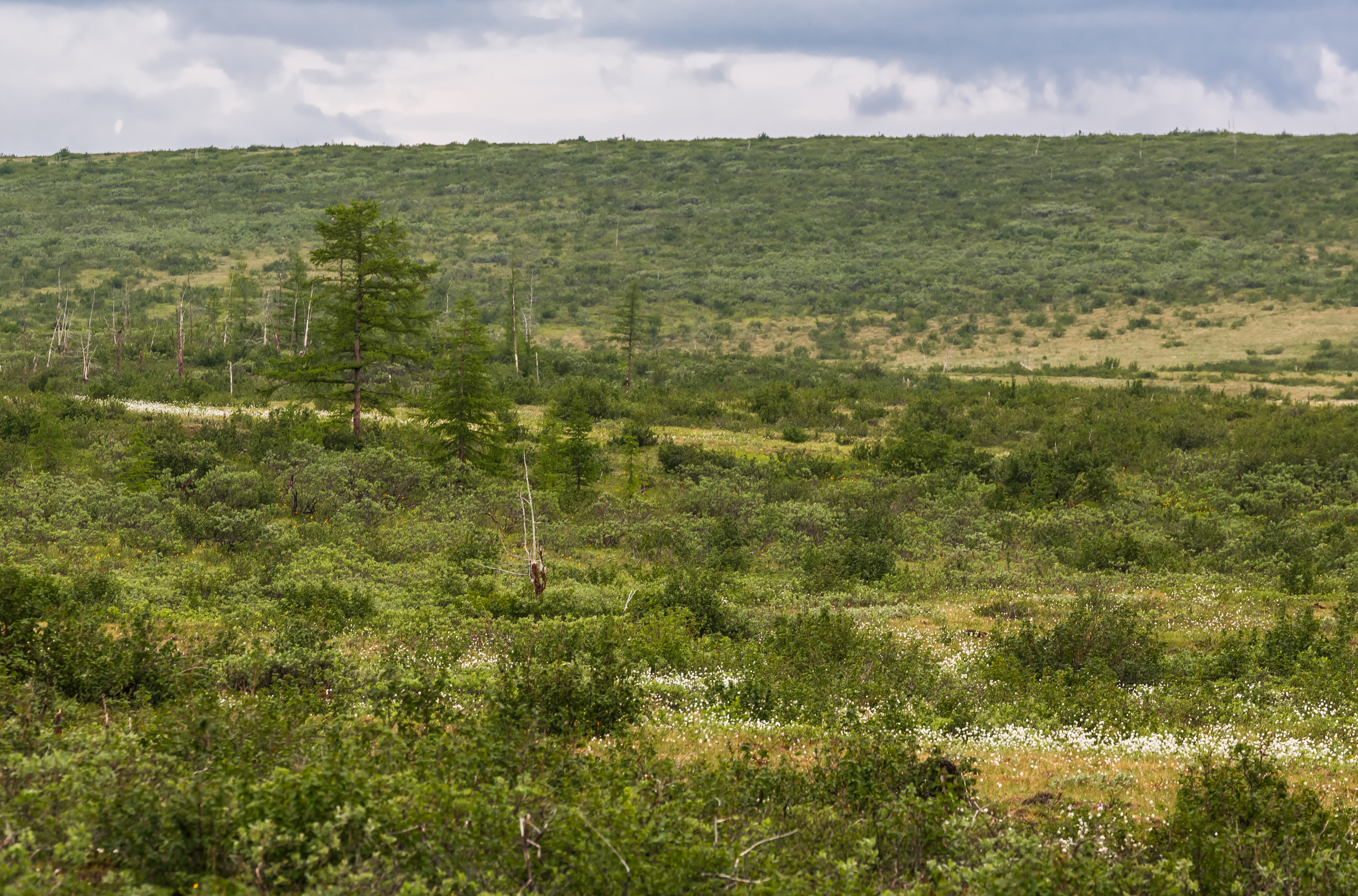
Tundra na Sibéria.

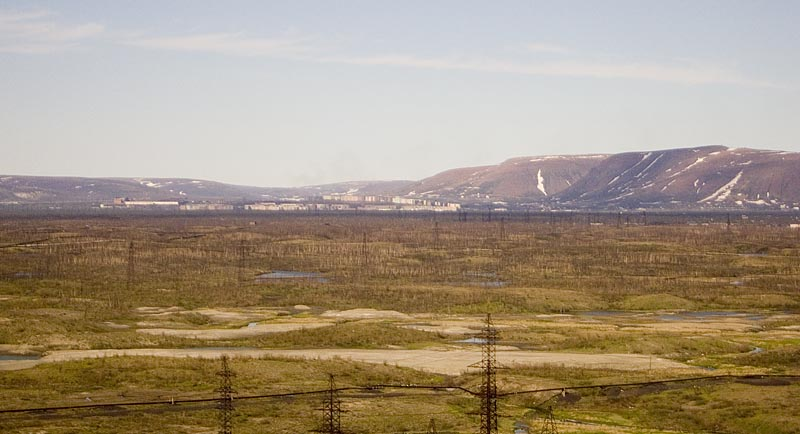
Floresta em Norilsk

A Rússia é um país de paisagens vastas e variadas, cada uma com sua própria vegetação única e ecossistemas distintos. Essa diversidade vegetal não apenas contribui para a rica biodiversidade do país, mas também desempenha um papel crucial na regulação do clima, na conservação da água e do solo, e na sustentabilidade dos recursos naturais. Proteger e conservar esses ecossistemas é essencial para garantir um futuro saudável e sustentável para a Rússia e para todo o planeta.

## Tipos de vegetação
A Rússia, o maior país do mundo em extensão territorial, é o lar de uma incrível diversidade de vegetação, que varia desde florestas boreais e taigas exuberantes até estepes vastas e tundras árticas. Essa variedade de ecossistemas vegetais é influenciada por uma combinação de fatores geográficos, como clima, relevo, latitude e proximidade com os oceanos e mares. alguns dos principais tipos de vegetação encontrados na Rússia:
1. Floresta Boreal (Taiga): A taiga é o maior bioma da Rússia, cobrindo vastas extensões do norte do país. Caracterizada por coníferas resistentes, como pinheiros, abetos e larícios, a taiga é uma floresta densa e diversificada que fornece habitat para uma variedade de vida selvagem, incluindo alces, ursos, lobos e aves migratórias.
2. Estepe: Nas vastas planícies do sul da Rússia, encontramos o bioma da estepe, caracterizado por vegetação rasteira, gramíneas e arbustos resistentes à seca. Essas estepes se estendem por milhares de quilômetros, oferecendo habitat para animais como antílopes, lebres e roedores. As estepes também são importantes para a agricultura, com vastas áreas dedicadas ao cultivo de cereais e criação de gado.
3. Tundra Ártica: Nas regiões árticas e subárticas do extremo norte da Rússia, encontramos a tundra, um bioma caracterizado por vegetação rasteira, musgos, líquens e pequenos arbustos. Devido às condições climáticas extremas, a biodiversidade na tundra é relativamente baixa, mas essa região é o lar de animais adaptados ao frio, como renas, raposas árticas e ursos polares.
4. Floresta Decidual: Nas regiões temperadas do oeste da Rússia, encontramos florestas decíduas mistas, compostas por uma variedade de árvores de folha caduca, como carvalhos, bétulas e faia. Essas florestas oferecem habitat para uma variedade de vida selvagem e são importantes para a biodiversidade e a conservação.
5. Vegetação Costeira: Ao longo das vastas extensões do litoral da Rússia, encontramos uma variedade de vegetação costeira, que varia de pântanos e manguezais a dunas de areia e florestas de pinheiros. Essas áreas costeiras são habitats importantes para aves marinhas, peixes e animais terrestres, e desempenham um papel vital na proteção da linha costeira e na regulação do clima local.